# Museo di mineralogia Luigi Bombicci
Il museo di mineralogia Luigi Bombicci, a Porta San Donato a Bologna, è un museo di mineralogia parte del Sistema Museale di Ateneo dell'Alma Mater Studiorum -  Università di Bologna.

## Storia
Il museo è situato al primo piano dell'edificio che ospita anche il Dipartimento di Scienze della Terra dell'Università di Bologna. La struttura, di impianto rinascimentale, fu trasformata dagli architetti Pasquale Penza e Flavio Bastiani tra il 1860 e il 1903 per volere del professor Luigi Bombicci, primo titolare della cattedra di Mineralogia dell'Università di Bologna.

## Il museo
Il museo, che occupa un'area di 850 m², espone oltre 10 000 campioni di minerali suddivisi in diverse collezioni tematiche alcune delle quali di particolare interesse scientifico come la sezione dedicata agli aspetti geo-mineralogici del territorio bolognese, oltre 600 marmi antichi, le ambre, 150 frammenti di meteoriti tra cui la condrite carbonacea di Renazzo.
Il museo raccoglie, inoltre, numerosi strumenti scientifici antichi.

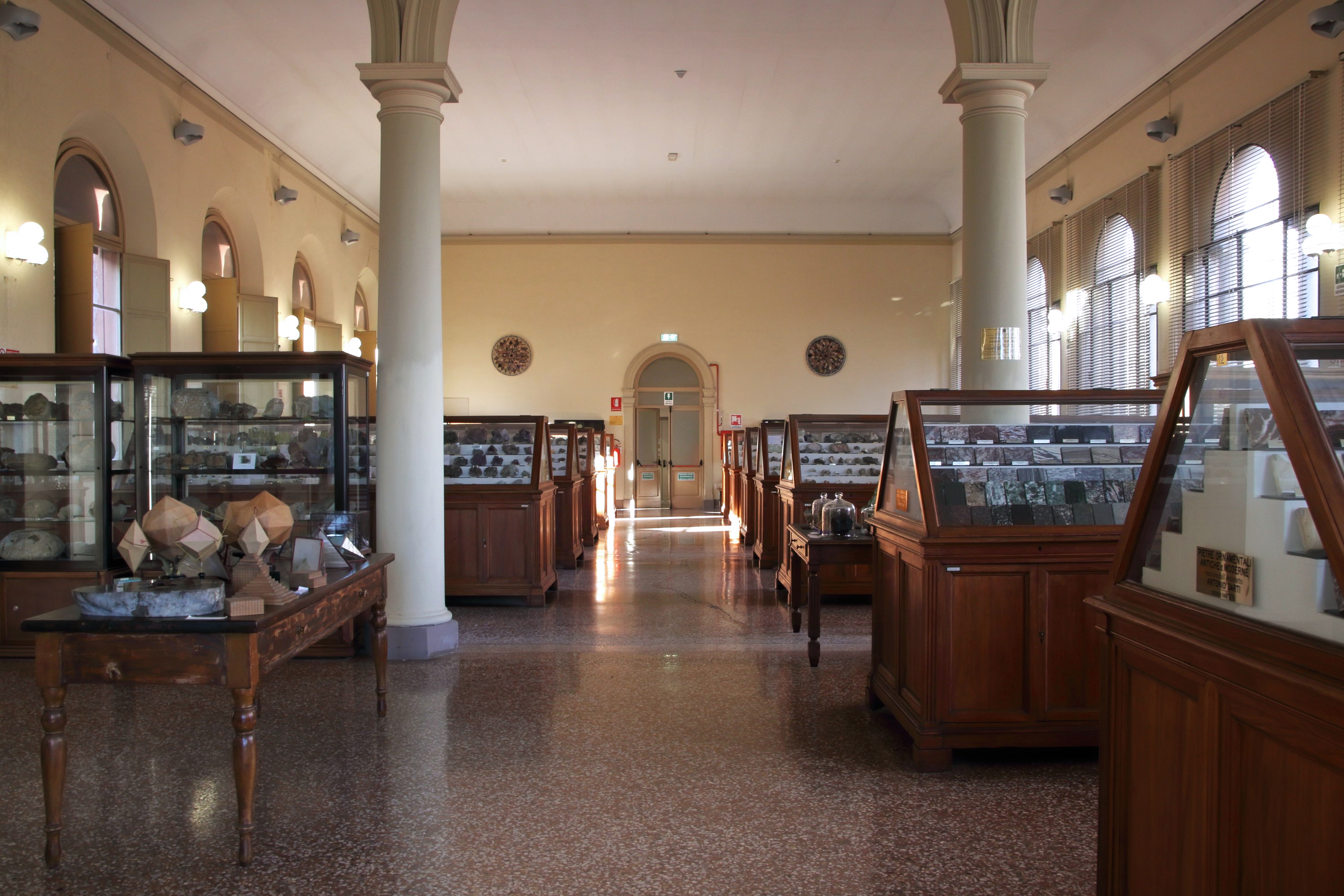
Una sala del museo
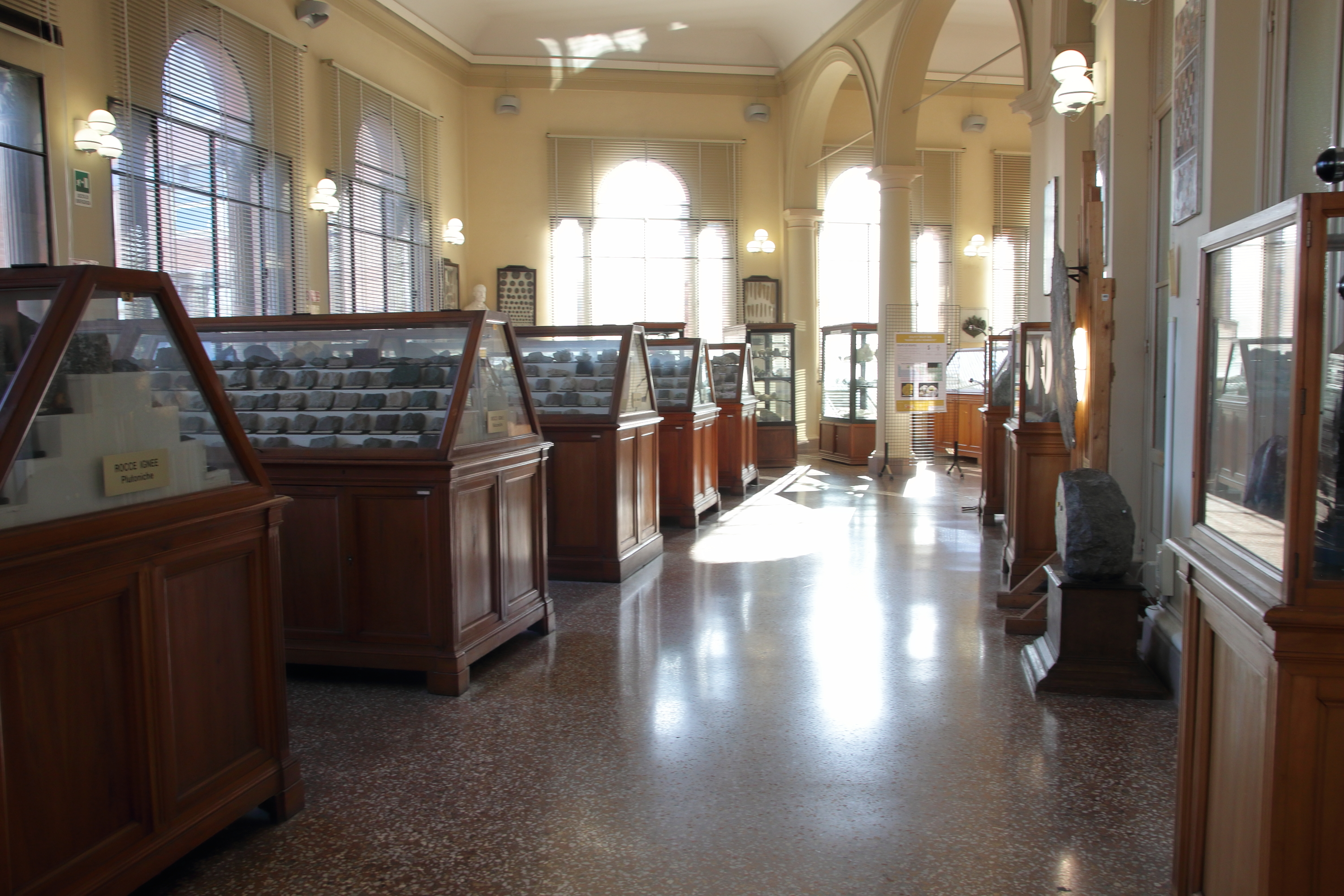
Una sala del museo
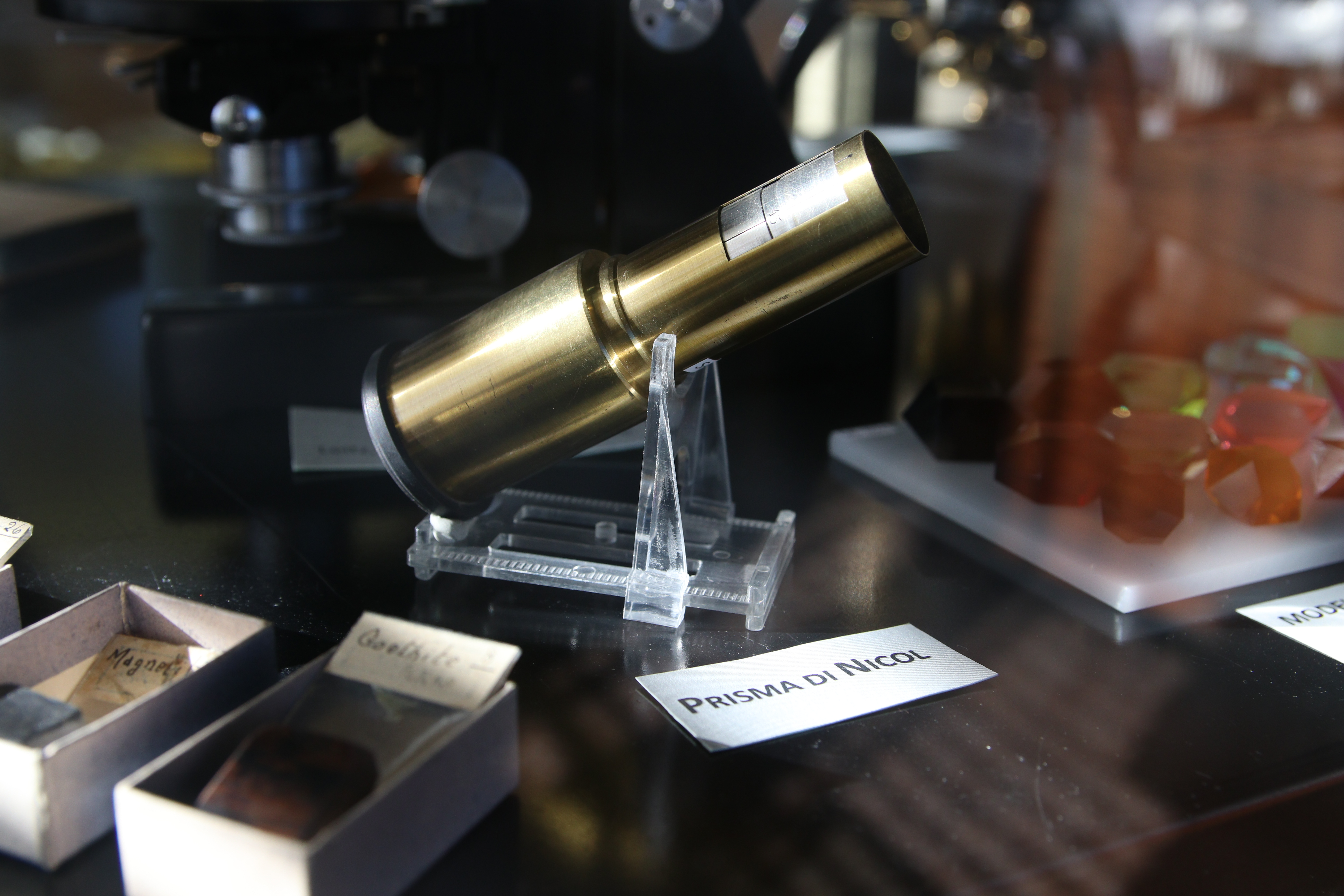
Prisma di Nicol
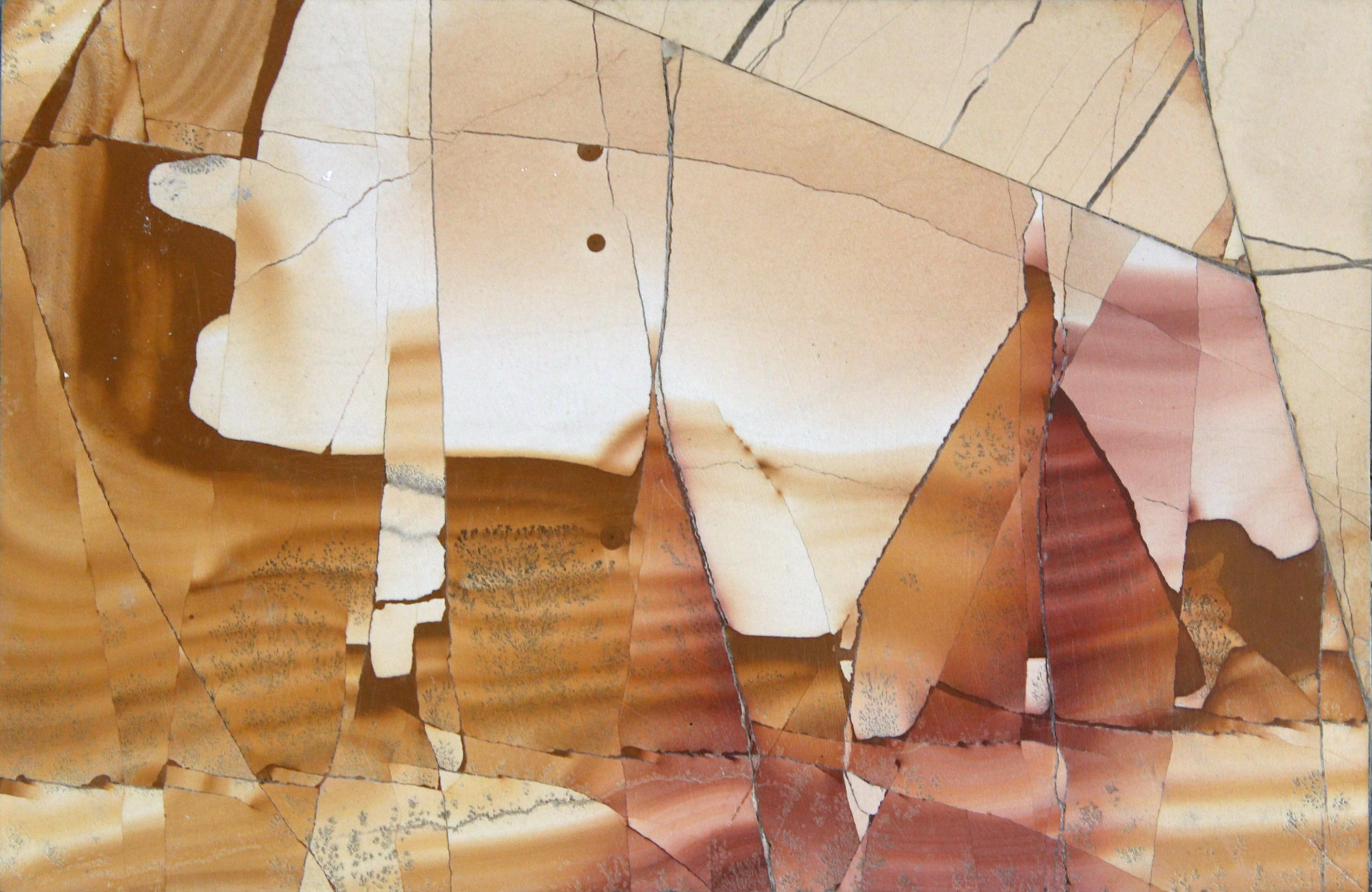
Pietra paesina
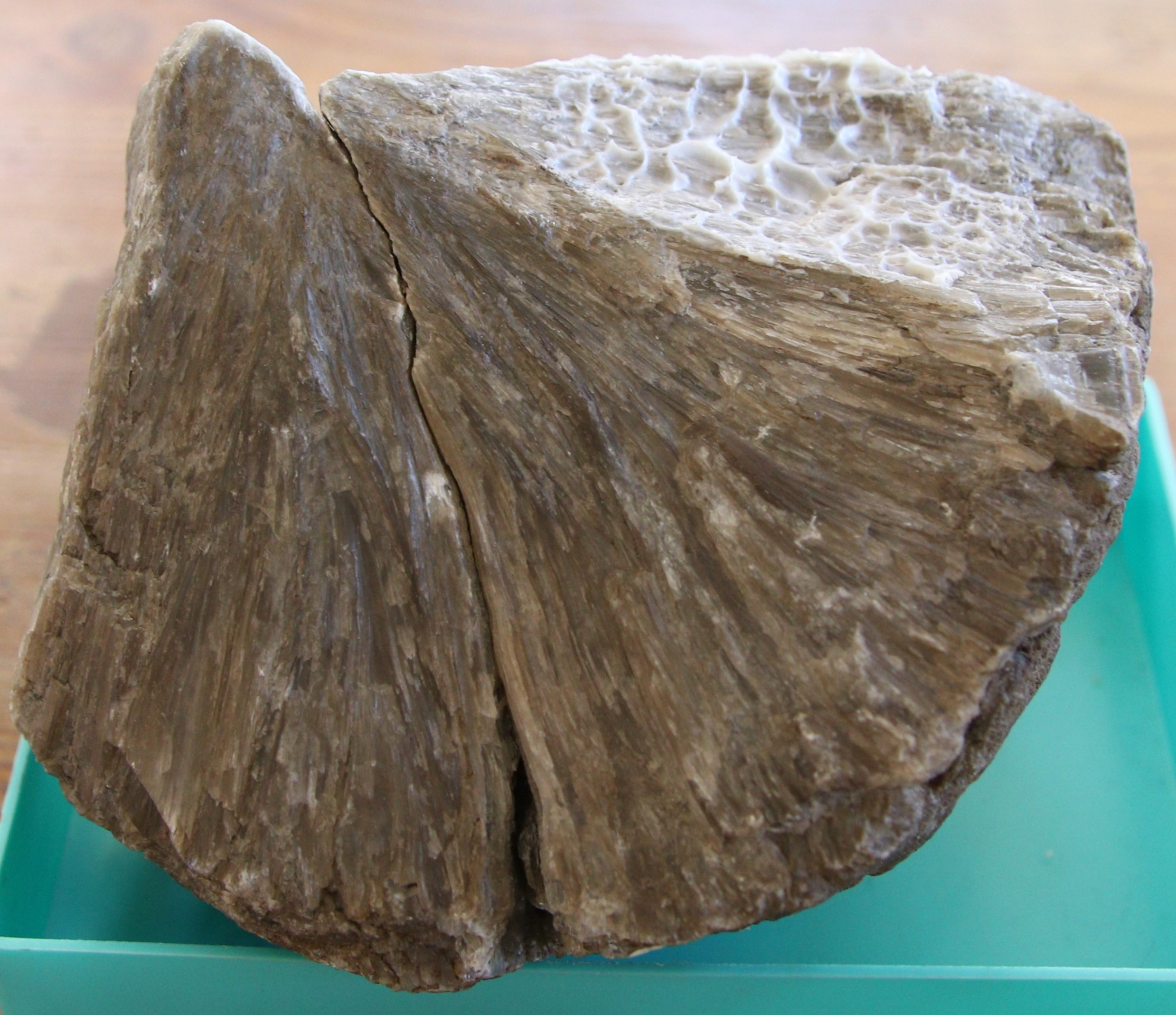
Pietra di Bologna